# Dance like Nobody's Watching
Dance like Nobody's Watching è un singolo della rapper australiana Iggy Azalea e della cantante statunitense Tinashe, pubblicato il 21 agosto 2020.

## Pubblicazione
Dopo aver inizialmente anticipato il brano con l'acronimo DLNW il 14 agosto 2020, Iggy Azalea ne ha poi annunciato il titolo completo e la collaborazione con Tinashe. Le due avevano già lavorato insieme al remix di All Hands on Deck e la cantante avrebbe dovuto aprire i concerti della tournée della rapper The Great Escape Tour, prima che venisse cancellata. 

## Descrizione
Il brano è stato scritto dalle stessi interpreti e prodotto da The 87's. È composto in chiave di Do maggiore ed ha un tempo di 107 battiti per minuto.

## Video musicale
Un lyric video è stato reso disponibile in concomitanza con l'uscita del singolo.

## Tracce
Testi e musiche di Amethyst Kelly e   Tinashe Kachingwe.
1. Dance like Nobody's Watching – 3:02

## Formazione
Musicisti
- Iggy Azalea – voce
- Tinashe – voce

Produzione
- Mike Mac – produzione
- Jordan Baum – produzione